# کارتاژ (تگزاس)
کارتاژ، تگزاس(به انگلیسی: Carthage, Texas) شهری در ایالت تگزاس از ایالات جنوبی ایالات متحده آمریکا است. در سرشماری سال ۲۰۰۰، جمعیت این شهر ۶۶۶۴ نفر اعلام شد.